# Извор (Чашка)
Извор (мкд. Извор) је насеље у Северној Македонији, у средишњем државе. Извор припада општини Чашка.
Насеље Извор је у раздобљу 1994-2004. година била средиште истоимене општине, која је потом припојена општини Чашка.

## Географија
Извор је смештен у средишњем делу Северне Македоније. Од најближег већег града, Велеса, насеље је удаљено 25 km јужно.
Насеље Извор се налази у историјској области Азот. Насеље је смештено у долини реке Бабуне. Источно од насеља издиже се планина Клепа, а југозападно планина Бабуна. Надморска висина насеља је приближно 300 метара.
Месна клима је континентална.

## Становништво
Извор је према последњем попису из 2002. године имао 480 становника.
Према истом попису претежно становништво у насељу су етнички Македонци (99%), а остало су Срби.
Већинска вероисповест је православље.